# Robyn Orlin
Pour les articles homonymes, voir Orlin (homonymie).
Robyn Orlin, née en 1955 à Johannesbourg en Afrique du Sud, est une danseuse et chorégraphe sud-africaine de danse contemporaine.

## Biographie
Robyn Orlin est née d'un père lituanien et d'une mère danseuse polonaise émigrés en Afrique du sud avant la Seconde Guerre mondiale. 
Après une formation de danse classique, elle part, à la fin des années 1970, étudier la danse contemporaine à Londres, et fait des études d'art visuel à Chicago entre 1990 et 1995. 
Elle commence sa carrière de chorégraphe en 1980. Ses thèmes de prédilection ont directement à voir avec les drames qui ont parcouru et continuent de traverser son pays (apartheid, sida) en utilisant une forme de danse très théâtrale et en se servant de la vidéo. 
Les spectateurs sont parfois amenés à participer de manière interactive au spectacle. Elle revisite également de manière humoristique les grands classiques de l'art occidental. 
Longtemps perçue comme l'enfant terrible de la danse sud-africaine avant sa reconnaissance en Europe au début des années 2000, elle reste convaincue que « l'art ne sert à rien, s'il n'est pas en prise avec le réel ».

## Chorégraphies
- 1990 : If You Can’t Change the World Change Your Curtains
- 1994 : In a corner the sky surrenders conception et interprétation Robyn Orlin
- 1996 : Naked on a goat (prix FNB Vita)
- 1999 : Daddy, I’ve Seen This Piece Six Times Before and I Still Don’t Know Why They’re Hurting Each Other (Laurence Olivier Award for Outstanding Achievement in Dance 2003)
- 2000 : F.(Untitled) (On Trying to Understand a Classic)
- 2001 : We Must Eat Our Suckers With the Wrapper On
- 2001 : The Future May Be Bright, But It’s Not Necessarily Orange... avec Ann Crosset
- 2002 : Ski-Fi-Jenni
- 2004 : Although I Live Inside... My Hair Will Always Reach Towards the Sun avec Sophiatou Kossoko
- 2005 : When I Take Off My Skin and Touch the Sky With My Nose, Only Then Can I See Little Voices Amuse Themselves
- 2006 : Hey Dude I Have Talent I'm Just Waiting for God... en collaboration avec Vera Mantero
- 2007 : L'Allegro, il Penseroso ed il Moderato de Georg Friedrich Haendel, création pour le Ballet de l'Opéra national de Paris
- 2007 : Still Live...., pour Via Katlehong Dance
- 2008 : Dressed To Kill... Killed To Dress...
- 2008 : Je suis venu... j'ai vu... j'ai mâché des malabars...  une pièce en « hommage » à César pour et avec Seydou Boro
- 2008 : Porgy and Bess  de George Gershwin, DuBose Heyward, Dorothy Heyward et Ira Gershwin, opéra en trois actes. Mise en scène pour le Théâtre national de l'Opéra-Comique
- 2009 : With Astonishment I Note the Dog... (revisited) création pour et avec la Compagnia dell’Accademia nazionale di danza di Roma, pour la Biennale de Venise
- 2009 : Walking Next to Our Shoes... Intoxicated By Strawberries and Cream, We Enter Continents Without Knocking...
- 2009 : Babysitting Petit Louis création avec les gardiens et dans les salles du Musée du Louvre
- 2010 : Call It... Kissed By the Sun... Better Still the Revenge of Geography...! création pour et avec Ibrahim Sissoko
- 2011 : ...Have You Hugged, Kissed and Respected Your Brown Venus Today?
- 2012 : Beauty Remained for Just a Moment then Returned Gently to Her Starting Position en collaboration avec le collectif Moving into Dance de Sylvia Glasser
- 2012 : Babysitting tête de cire avec cinq gardiens et dans les salles du Palais des beaux-arts de Lille
- 2013 : In a World Full of Butterflies, It Takes Balls to Be a Caterpillar... Some Thoughts on Falling...
- 2013 : At the same time we were pointing a finger at you, we realized we were pointing three at ourselves… avec la compagnie Jant-Bi de Germaine Acogny (École des Sables, Toubab Dialaw, Sénégal)
- 2014 : Coupé-décalé en collaboration avec James Carlès
- 2016 : And So You See... Our Honourable Blue Sky and Ever Enduring Sun... Can Only Be Consumed Slice By Slice... avec Albert Silindokuhle Ibokwe Khoza[3]
- 2017 : Oh Louis... We Move from the Ballroom to Hell While We Have to Tell Ourselves Stories at Night So That We Can Sleep, avec Benjamin Pech
- 2021 : And when we change... avec des étudiants du département de cours de danse de l'HFMDK (Francfort-sur-le-Main), Birgit Neppl (costumes), Cedrik Fermont (habillage sonore)[4]
- 2021 : We wear our wheels with pride and slap your streets with color ... we said 'bonjour' to satan in 1820 ... avec les danseurs de Moving Into Dance Mophatong : Sunnyboy Motau, Oscar Buthelezi, Eugene Mashiane, Lesego Dihemo, Sbusiso Gumede et Teboho Letele, lumières Romain de Lagarde, musique UkhoiKhoi avec Yogin Sullaphen et Anelisa Stuurman, vidéo Eric Perroys, costumes, Birgit Neppl
- 2022 : In a corner the sky surrenders - unplugging archival journeys ... # 1 (for Nadia ❣️) ... avec Nadia Beugré, musique live et son Cedrik Fermont, costumes Birgit Neppl, décor Annie Tolleter, contribution lumière, Romain de Lagarde
- 2023 : We must eat our suckers with the wrappers on ... Variation #1 avec Mosie Mamaregane

## Théâtre
- 2019 : Les Bonnes de Jean Genet, pièce mêlant performance, danse et vidéo, présentée dans le cadre du Festival d'automne à Paris.

## Filmographie
- 2005 : Beautés cachées : sales histoires, court-métrage de 24 min
- 2008 : Robyn Orlin, de Johannesburg au Palais Garnier, documentaire de Philippe Lainé et Stéphanie Magnant, Zadig Productions/Arte (87 min)
- 2022 : An Orange Waiting To Be Eaten documentaire de Philippe Lainé et Stéphanie Magnant, avec Camille, Robyn Orlin, Phuphuma Love Minus, production La Huit, Via 93, The City Theater and Dance Group, Fotogram, Assistance Audiovisuelle (77 min)

## Prix et distinctions
- 2000 : Prix Jan-Fabre de l'œuvre la plus subversive aux Rencontres chorégraphiques internationales de Seine-Saint-Denis.
- 2009 : nommée Chevalier de l'Ordre national de Mérite par Denis Pietton, ambassadeur de France à Johannesbourg.